# Tanjol Dhu't
Tanjol Dhu't är en ort i Mexiko.   Den ligger i kommunen Tancanhuitz och delstaten San Luis Potosí, i den centrala delen av landet, 240 km norr om huvudstaden Mexico City. Tanjol Dhu't ligger 190 meter över havet och antalet invånare är 138.
Terrängen runt Tanjol Dhu't är huvudsakligen kuperad, men åt nordväst är den platt. Runt Tanjol Dhu't är det ganska tätbefolkat, med 124 invånare per kvadratkilometer. Närmaste större samhälle är Villa Terrazas, 18,7 km söder om Tanjol Dhu't. I omgivningarna runt Tanjol Dhu't växer huvudsakligen savannskog.